# دوليانا (إوانينا)
دوليانا (Δολιανά) هي مدينة في إوانينا في مقاطعة كينتريكي إلادا في اليونان.
يبلغ عدد سكانها حوالي 501 نسمة (إحصاء سنة 2011).